# 劉贊周
劉贊周（1906年3月31日—1998年12月16日），字典文。遼北省梨樹縣人，原籍直隸河間縣。民國37年（1948年）在遼北省選區當選第一屆立法委員

## 生平[1][2][3][4][5][6][7]
- 日本九州帝國大學醫學部醫學博士
- 南京金陵大學鼓樓教學醫院主任醫師
- 南洋醫科大學教授
- 南京中央陸軍軍官學校衛生教官、病院院長、軍醫處處長
- 國民政府軍事參議院少將參議[8]
- 民國三十二年四月，當選三民主義青年團中央團部常務監察
- 民國三十四年五月，當選為中國國民黨第六屆中央監察委員會中央常務監察委員，民國三十六年九月當選連任為中央常務委員
- 中國國民黨中央政治委員會委員
- 民國三十七年五月十五日，當選立法院遼北省立法委員